# Serbia strong
Serbia strong (срп. „Србија јака“) или Караџићу, води Србе своје је патриотска војна песма чији је певач Жељко Грмуша, снимљена током ратова на простору бивше Југославије 1993. или 1995, а објављена између 2006. и 2008. године.
Касније је песма постала интернет мим; инструментални део рефрена је назван Remove Kebab (срп. „Уклони Кебаб“). Израз је антимуслимански слоган, а због порекла песме из времена рата у Босни и Херцеговини данас се најчешће користи као одговор на догађаје везане за муслимане.

## Историја
Године 1993. или 1995. четири војника из Републике Српске Крајине су били на путу од Книна до Плавна, застали су у Голубићу и заједно су осмислили песму да подрже борбени дух Срба и прикажу га на снимку. Касније је ова песма постала марш неких паравојних јединица, али је оригинални запис изгубљен. Једно време је била архивирана од стране хрватског ТВ канала ОТВ, који је 2006. или 2008. године, један дан пре финала Евровизије, емитовао анти-конкурс српских војних песама Четновизија где су се изводи из клипова користили као интермецо. Уредник Четновизије Павле Врањичан је 3. августа 2008. године на YouTube-у објавио снимак са циљем да провоцира Србе на сајту. Измене су биле везане за суђење које је почело 31. јула те године, па се у песми често спомињао Радован Караџић. У овој верзији, интервју са Николом Јоргићем се приказивао пре самог клипа. Због његове реченице пре почетка клипа Бог је Србин и он ће нас чувати, песма је постала позната под овим именом. Сам Јоргић је понекад именован и као творац песме. 22. новембра 2012. емисија Весна Кљајић уживо је емитовала интервју са творцима Четновизије, где су се приказивали изводи са анти-конкурса.
Године 2010, корисник „Sergej” је објавио комични видео под називом Tupac Serbia на немачки имиџборд форум Krautchan-, користећи клип из Четновизије уз копипасту REMOVE KEBAB remove kebab.... Тад је наденут надимак "кебаби" муслиманима. После тога, интермецо из Четновизије је постао мим на Krautchan- - у и назван је Remove Kebab. Хармоникаш Новислав Ђајић је постао веома познат на Редиту и на популарном имиџборду 4chan. У то време су мим почеле да присвајају и многобројне нацоналистичке групе; назван је Dat Face Soldier (енгл. Војник са тим лицем) или просто Remove Kebab. Ђајић је био идентификован као његов имењак који је осуђен у Немачкој због учешћа у убиству 14 особа током рата и осуђен је на пет година затвора и депортацију за другу земљу после суђења.
13. јуна 2013. корисник (Kocayine) је објавио измењен клип из Четновизије и пародије од Врањичана, који је постао веома популаран. 2018. је песма објављена у две верзије у колекцији Коктел патриотских хитова vol. 1; на корици колекције се налази портрет Новислава Ђајића; клавијатуриста Слободан Врга је објавио оригинални Кокаинов видео на свој Јутјуб канал и испричао причу иза песме.

## Напад на џамију у Крајстчерчу
У пуцњави у Крајстчерчу 15. марта 2019, једна пушка Брентона Таранта је имала натпис Kebab remover (срп. уклањач кебаба) и у том дешавању је он себе називао kebab removalist (срп. уништитељ кебаба). Према преносу који је емитовао криминалац, неколико минута пре пуцњаве, слушао је песму Serbia strong у свом аутомобилу. Жељко Грмуша и Слободан Врга су осудили инцидент и приказали самоувереност да њихова песма не може да утиче да се почини терористички напад. Међутим, на YouTube-у, овај инцидент је дошао до те тачке да се видео снимци са том песмом уклањају (чак и најпопуларнији видео снимак са девет милиона прегледа, где се инструментални део песме понавља); коментари су били искључени на најпознатијем снимку са песмом.